# تاريخ جزر المحيط الهادئ
تاريخ جزر المحيط الهادئ يغطي تاريخ الجزر في المحيط الهادئ.

## وتاريخها

### جزيرة الفصح
جزيرة الفصح هي واحدة من أصغر المناطق المأهولة بالسكان على الأرض، وبالنسبة لمعظم تاريخ جزيرة الفصح كان أكثر المناطق المعزولة مأهولة على الأرض. وتعرض سكانها، رابانوي، للمجاعات وعوامل دفع كبيرة، والأوبئة، والحرب الأهلية، وغارات الرقيق والاستعمار؛ قد شهدت تحطم سكانها في أكثر من مناسبة واحدة، وخلقت إرثا ثقافيا جلبت شهرة من كل تتناسب مع أعدادهم.

### جزر كوك
في جزر كوك ماوري ما قبل التاريخ، أخذ رؤساء القبائل من بولينيزيا الفرنسية وقبائلهم، جنبا إلى جنب مع الملاحين، سفنهم بحثا عن أراضي مجهولة أو حديثة الاكتشاف، ووصلوا أولا إلى مجموعات الجزر الجنوبية حوالي 800 ميلادي أو قبل ذلك. العديد من الهجرات القبلية الأخرى من بولينيزيا الفرنسية، وخاصة تاهيتي سوف تستمر لعدة قرون لتشكيل مجتمع الماوري فريدة من نوعها. وبالمثل، استقرت الجزر الشمالية أيضا من الشرق، وربما كان لبعض الجزر الشمالية تفاعلات في وقت لاحق مع بولينيزيا الغربية.. ومن المعروف أن العاصمة راروتونغا، من تواريخها الشفوية المختلفة كانت موقع إطلاق سفينة واكا ذو البحارين السبعة الذين استقروا في نيوزيلندا، وأصبحت القبائل الرئيسية للماوري نيوزيلندا. حتى وقت قريب نسبيا كان هناك اتصال مستمر بين كل من الأراضي حيث الهجرة ذهابا وإيابا والتجارة. وترتبط لغة جزر كوك تي ريو ماوري ارتباطا وثيقا باللغة الأصلية لنيو ريو ماوري في نيوزيلندا. وزارت السفن الإسبانية الجزر في القرن السادس عشر؛ جاء أول سجل مكتوب للاتصال بالجزر مع رؤية بوكابوكا من قبل البحارة الإسباني ألفارو دي ميندانا دي نيرا في 1595 الذي اتصل به سان برناردو (سانت برنارد). وبعد بضع سنوات، قامت بعثة إسبانية بقيادة بيدرو فرنانديز دي كويروس بأول رحلة هبوط أوروبية مسجلة في الجزر عندما وطا قدمه على راكاهانغا في 1606، ووصفه بأنه «جنت هيرموسا»(الشعب الجميل). سميت بلاد الكابتن البريطاني الكابتن جيمس كوك الذي استطلع وهبط في بعض الجزر بين 1774 و 1777..

### فيجي
يعود تاريخ فيجي إلى العصور القديمة. هناك العديد من النظريات حول كيفية دخول السباق الفيجي إلى الوجود. حوالي 1500 قبل الميلاد استقر فيجي من قبل (ميلاناسيون) البحارة. حوالي 900-600 قبل الميلاد استقر جزيرة موتوريكي. وبحلول عام 500 قبل الميلاد، كان البحارة البولينيزيون قد وصلوا إلى فيجي وتزاوجوا مع السكان الميلانيزيين، مما أدى إلى ظهور الشعب الفيجي الحديث. في 1643 م، شاهد أبيل تسمان جزيرة فانوا ليفو وشمال تافيوني. وفقا للأساطير المحلية الاصلية كان فيجيون أيضا أحفاد قبيلة البدو من تانغانيكا (تنزانيا).

### غوام، وجزر ماريانا الشمالية
ويشمل تاريخ غوام مراحل بما في ذلك وصول الناس في وقت مبكر يعرف اليوم باسم الشامورو القديمة، وتطوير مجتمع «ما قبل الاتصال»، والاستعمار الإسباني، والحكم الأمريكي الحالي للجزيرة. علماء الآثار الذين يستخدمون الكربون قد كسرت قبل الاتصال غوام (أي تشامورو) التاريخ إلى ثلاث فترات: «ما قبل لاتيه» (قبل الميلاد 2000 إلى 1 م) «الانتقالية قبل آتيه» (1 إلى 1000 م)، و «لاتيه»(1000 إلى 1521 ميلادية). وتشير الأدلة الأثرية أيضا إلى أن مجتمع الشامورو كان على وشك مرحلة انتقالية أخرى بحلول عام 1521، عندما وصلت بعثة فرديناند ماجيلان، حيث أصبحت أحجار لات أكبر. ويعتقد أن سكان غوام الأصليين هم من نسل السكان التايوانيين الأصليين المنحدرين من الجبال العالية في تايوان في وقت مبكر من 4000 قبل الميلاد، وجود أوجه تشابه لغوية وثقافية مع ماليزيا وإندونيسيا والفلبين.. إن تاريخ غوام الاستعماري هو أطول تاريخ بين جزر المحيط الهادئ ويعتبر الشامورو من أقدم العرق المختلط في المحيط الهادئ. وفي عام 1668، ضم الإسبان رسميا الجزر إلى جزر الهند الشرقية الإسبانية، وأسسوا مستعمرة في غوام كمكان لاستراحة غاليان مانيلا. وتنازلت اسبانيا عن هذا الإقليم بعد أكثر من قرنين من الزمان، عندما استولت الولايات المتحدة على الجزر في عام 1898 في أعقاب الحرب الإسبانية الأمريكية. وقد تطورت ثقافة الشامورو كثيرا منذ الاتصال الأوروبي، وقد تأثر كثيرا الاستعمار الاسباني والأمريكي. على الرغم من أن الثقافة الأصلية لم تعد موجودة، يتم الآن إحيائها مع بدائل المعاصرة والتشابه في الأساليب مع جميع جزر المحيط الهادئ الأخرى. ليست واحدة فريدة من نوعها، ولكن مجتمعة لتشكيل تفرد في الاسلوب، لتفسير اليوم الحديث لما قد تكون ثقافتهم. وتجدر الإشارة أيضا إلى أن الشامورو في غوام ينظرون إلى ثقافتهم ولغتهم بشكل مختلف عن جزر الشامورو في جزر مارينا الشمالية.

### هاواي
ويرتبط تاريخ هاواي ارتباطا وثيقا بظاهرة بولينيزية أكبر. هاواي هي قمة المثلث البولينيزية، وهي منطقة من المحيط الهادئ ترتكز على ثلاث مجموعات من الجزر: هاواي، رابا نوي (جزيرة الفصح)، وأوتاروا (نيوزيلندا). العديد من الثقافات الجزيرة داخل المثلث البولينيزية تتقاسم لغات مماثلة مستمدة من لغة الملايو-الملايو-البولينيزية المستخدمة في جنوب شرق آسيا منذ 5000 سنة. كما يتقاسم البولينيزيون التقاليد الثقافية مثل الدين والتنظيم الاجتماعي والخرافات والثقافة المادية. ويعتقد علماء الأنثروبولوجيا أن جميع البولينيزيين ينحدرون من ثقافة بروتو-جنوب المحيط الهادئ التي أنشأها شعب أوسترونيزي (ماليوي - بولينيزي) هاجر من جنوب شرق آسيا. السبع الثقافات البولينيزية الرئيسية هي أوتاروا، هاواي، رابا نوي، ماركيساس، ساموا، تاهيتي، وتونغا
وتاريخ الاستيطان المبكر من هاواي لا يزال لم تحل تماما. يعتقد البعض أن البولينيزيين الأولين وصلوا إلى هاواي في القرن الثالث من ماركيساس، وتبعهم مستوطنون تاهيتيون في عام 1300 ميلادية الذين غزا السكان الأصليين. ويعتقد آخرون أنه لم يكن هناك سوى فترة واحدة ممتدة من التسوية.

### إندونيسيا
وفي تاريخ إندونيسيا، هاجر سكان أوسترونيزيا، الذين يشكلون غالبية السكان الحديثين، إلى جنوب شرق آسيا من تايوان. ووصلوا إلى إندونيسيا في حوالي عام 2000 قبل الميلاد، وحاصروا السكان الميلانيزيين الأصليين في المناطق الشرقية البعيدة كلما توسعوا. انتشرت ثقافة دونغ سون إلى إندونيسيا جلبت معها تقنيات زراعة الأرز في حقل الرطب، طقوس الجاموس التضحية، صب البرونزية، والممارسات الميجاليثية، وطرق النسيج إكات. الظروف الزراعية المثالية، وإتقان زراعة الرطب في حقل الرطب في وقت مبكر من القرن الثامن قبل الميلاد 
سمحت القرى والبلدات والممالك الصغيرة أن تزدهر بحلول القرن الأول الميلادي.

### اليابان
ان تاريخ اليابان يبدأ مع إشارات موجزة في القرن الأول الميلادي أربعة وعشرون تاريخا، مجموعة من النصوص التاريخية الصينية. ومع ذلك، تشير الأدلة الأثرية إلى أن الناس كانوا يعيشون على جزر اليابان في وقت مبكر من العصر الحجري القديم العلوي بعد آخر العصر الجليدي حوالي 12,000 قبل الميلاد، ان النظم الإيكولوجية الغنية من الأرخبيل الياباني لتعزيز التنمية البشرية. ان الفخار الأقدم ينتمي إلى فترة جومون.

### كيريباتي
وفي تاريخ كيريباتي، كانت الجزر التي هي الآن جمهورية كيريباتي مأهولة لمدة لا تقل عن سبع مائة سنة، وربما أطول من ذلك بكثير. وقد زار الغزاة البولينيزيين والميلانيزيون السكان الميكرونيزيين الأوائل، الذين ما زالوا الأغلبية الساحقة اليوم، قبل أن يكتشف البحارة الأوروبيون الأولون الجزر في القرن السادس عشر. في الجزء الأكبر من الفترة اللاحقة، حكمت سلسلة الجزر الرئيسية، جزر جلبرت، كجزء من الإمبراطورية البريطانية. وقد اكتسب البلد استقلاله في عام 1979، وكان يعرف منذ ذلك الحين باسم كيريباس. 

### ماليزيا
ان تاريخ ماليزيا هو الماضي المكتوب لبلد في جنوب شرق آسيا الذي جلب الموقف الاستراتيجي، التجارة والتأثيرات الأجنبية التي أثرت بشكل أساسي تاريخها. والهندوسية في الهند، والشرق الأوسط الإسلامي، وأوروبا المسيحية إلى الغرب، والصين واليابان في الشمال الشرقي من التأثيرات الرئيسية التي جلبتها طرق الشحن التي تمر عبر المنطقة. كما ان التاريخ الماليزي متشابك مع تاريخ اندونيسيا وسنغافورة والفلبين وبروناي وتايلاند المجاورة. هذه الثقافات التجارية والأجنبية جلبت المنطقة ثروة كبيرة وتنوع، ولكن له أيضا الهيمنة والاستعمار. ان تاريخ ماليزيا هو أحد مراحل متتالية من النفوذ الخارجي، تليها في منتصف القرن العشرين الاستقلال من القوى الاستعمارية الأجنبية. 

### كاليدونيا الجديدة
في تاريخ كاليدونيا الجديدة، ومجموعة متنوعة من الناس التي استقرت على أرخبيل الميلانيزي يعرف باسم لابيتا. وصلوا إلى الأرخبيل المعروف الآن باسم كاليدونيا الجديدة وجزر لويالتي حوالي 1500 قبل الميلاد. وكان لابيتا الملاحين ذوي المهارات العالية والمزارعين مع نفوذ على مساحة واسعة من المحيط الهادئ. من حوالي القرن الحادي عشر البولينيزيين وصلوا أيضا ومختلطة مع سكان الأرخبيل. ورأى الأوروبيون لأول مرة كاليدونيا الجديدة وجزر الولاء في أواخر القرن 18th. شاهد المستكشف البريطاني جيمس كوك غراند تير في 1774 وسميها كاليدونيا الجديدة، كاليدونيا كونها الاسم اللاتيني لاسكتلندا. وخلال نفس الرحلة، قام أيضا بتسمية الجزر الواقعة شمال كاليدونيا الجديدة في هبريدس الجديدة (الآن فانواتو)، بعد الجزر الواقعة شمال اسكتلندا.

### نيوزيلندا
يرجع تاريخ نيوزيلندا إلى ما لا يقل عن 700 سنة عندما اكتشفها واستقر عليها بولينسيون، الذين طوروا ثقافة ماورية متميزة تركز على روابط القرابة والأرض. أول المستكشف الأوروبي، الهولندي أبيل تسمان، جاء إلى نيوزيلندا في 1642. من أواخر القرن 18th، زار البلد بانتظام من قبل المستكشفين والبحارة الأخرى، المبشرين والتجار والمغامرين. وفي عام 1840، وقعت معاهدة وايتانغي بين التاج البريطاني ومختلف زعماء الماوري، مما جعل نيوزيلندا في الإمبراطورية البريطانية ومنح الماوري حقوقا متساوية مع المواطنين البريطانيين. كانت هناك تسوية أوروبية وبعض المستوطنات الآسيوية طوال بقية القرن. وقد أدت الحرب وفرض نظام اقتصادي وقانوني أوروبي إلى أن معظم الأراضي النيوزيلندية التي تمر من الماوري إلى ملكية أوروبا، وأصبح معظم الماوريين بعد ذلك فقراء.
فمنذ تسعينات القرن التاسع عشر، سن برلمان نيوزيلندا عددا من المبادرات التقدمية، بما في ذلك حق الاقتراع للمرأة ومعاشات الشيخوخة. فمنذ الثلاثينیات من القرن الماضي، کان الاقتصاد یخضع للتنظیم بشکل کبیر وتم تطویر حالة رفاه واسعة. وفي الوقت نفسه، شهدت ثقافة الماوري نهضة، ومنذ الخمسينيات، بدأ الماوري ينتقل إلى المدن بأعداد كبيرة. وأدى ذلك إلى نشوء حركة احتجاج الماوري أدت بدورها إلى زيادة الاعتراف بمعاهدة وايتانغي في أواخر القرن العشرين. وفي الثمانينيات من القرن الماضي، ألغي الاقتصاد إلى حد كبير، ووضع عدد من السياسات الليبرالية الاجتماعية، مثل إلغاء تجريم المثلية الجنسية. السياسة الخارجية، التي كانت في السابق تتألف في معظمها من بريطانيا أو الولايات المتحدة، أصبحت أكثر استقلالية. وقد حافظت الحكومات اللاحقة بشكل عام على هذه السياسات، على الرغم من أنها خففت من روح السوق الحرة إلى حد ما.

### نيوي جزيرة
تاريخ جزيرة نيوي يمكن أن ترجع إلى 1000 سنة عندما استقر البولينيزية هنا. آثار لهجة بوكابولان لا تزال هناك في اللغة الأم التي تقوم على اللغة الساموية والتونغية. وكان المستوطنون البولينيزيون معزولين لأن التجارة بين الجزر قليلة جدا ووجود جزيرة الحجر الجيري في حد ذاته صعب للغاية بسبب نقص الأنهار والتربة الصالحة للزراعة.
يمكن أن يعود تاريخ نيوي الحديث إلى 1740s مع وصول الكابتن جيمس كوك. ووصف كوك الجزيرة ب «جزيرة سافاج» في سجلاته حيث ان المواطنين لم يكونوا مرحب بهم للغرباء. وكان هذا على النقيض تماما مع التونغانيين وصفه ب «الجزر الصديقة». حاول الكابتن كوك تعيين قدمه ثلاث مرات على الجزيرة ولكن تم صد كل واحدة من ثلاث مرات. كان السكان الأصليون في ذلك الوقت معاديين للغرباء. وقد جلبت بينيامينا إلى المسيحية إلى الجزيرة في عام 1846 عندما حصل على تحويلها خلال إقامته في ساموا. تم تحويل سكان الجزيرة تماما إلى المسيحية بحلول نهاية القرن ال 19. واستغرق الاستعمار بعد ذلك والجزيرة
أصبحت الجزيرة الجزيرة مستقلة في عام 1974 ولكن لا تزال لديها اتفاقية الارتباط الحر مع نيوزيلندا والعديد من مواطنيها أصبحوا مواطنين من نيوزيلندا. الآن دولة الجزيرة لديها ديمقراطية وتحكمها الجمعية التشريعية التي تتألف من 20 عضوا. نيوي هي أصغر ديمقراطية في العالم.

### بابوا غينيا الجديدة
تاريخ بابوا غينيا الجديدة يمكن أن يعود إلى حوالي 60,000 سنة مضت عندما هاجرت الناس لأول مرة نحو القارة الأسترالية. بدأ التاريخ المكتوب عندما رأى الملاحون الأوروبيون غينيا الجديدة لأول مرة في أوائل القرن السادس عشر. وكان المستكشفون البرتغاليون قد وصلوا من الغرب ومن ثم إلى الملاحين الأسبان من الشرق، بعد عبورهم المحيط الهادئ. أعطيت الجزيرة اسمها «غينيا الجديدة» من قبل المستكشف الاسباني ينيغو أورتيز دي ريتيز الذي أبحرت ساحلها في 1545. وتشير الأدلة الأثرية إلى أن البشر وصلوا إلى غينيا الجديدة قبل 60,000 سنة على الأقل، وربما عن طريق البحر من جنوب شرق آسيا خلال فترة العصر الجليدي عندما يكون البحر أقل والمسافات بين الجزر أقصر. وللاطلاع على لمحة عامة عن التاريخ الجيولوجي للقارة التي تشكل غينيا الجديدة جزءا منها، انظر أستراليا - غينيا الجديدة. وعلى الرغم من أن الوافدين الأوائل كانوا من الصيادين، فإن الأدلة المبكرة تظهر أن الناس يديرون بيئة الغابات لتوفير الغذاء. إن حدائق المرتفعات الجديدة في غينيا الجديدة هي مزارع قديمة ومكثفة، تتكيف مع كثافات سكانية عالية، ومعدلات هطول أمطار مرتفعة جدا (تصل إلى 10000 مليمتر / سنة)، والزلازل، والأراضي الجبلية، والصقيع في بعض الأحيان. وهناك دلائل تشير إلى أن البستنة كانت تمارس في الوقت نفسه أن الزراعة تتطور في بلاد ما بين النهرين ومصر.

### الفلبين
في بداية تاريخ الفلبين، وصول أول البشر عبر الجسور البرية قبل ما لا يقل عن 30,000 سنة. استقر وسترونيزيانز بنشاط الجزيرة من تايوان من 2500 قبل الميلاد ونزل النازحين من المناطق الساحلية إلى الجبال. ونظرا لتأثيرها من تشولاس، ولها تأثير ثقافي، نشأت الممالك الهندوسية الهندية في أوائل العصور الوسطى، وسعت سلطنة بروناي الإسلامية حكمها على أجزاء من مينداناو بحلول أواخر القرن الخامس عشر. أول زيارة من المستكشفين الغربيين هي وصول بعثة إسبانية بقيادة المستكشف البرتغالي فرديناند ماجيلان، الذي وصل إلى جزيرة هومونهون، جنوب شرق سمر في 16 مارس 1521. الاستعمار الإسباني بدأ مع وصول ميغيل لوبيز دي ليجازبى'ق البعثة تسوية دائمة في جزيرة سيبو في عام 1565، والمزيد من المستوطنات استمر شمالا مع المستوطنين الإسبان الوصول إلى خليج مانيلا في جزيرة لوزون في 1571. في مانيلا ، قاموا بتأسيس مدينة جديدة وهكذا بدأ عصر الإسبانية الاستعمار الذي دام أكثر من ثلاثة قرون. الفلبين تم غزوها من قبل الولايات المتحدة في عام 1898، تحتلها اليابان من 1942 إلى 1945 وإعطاء الاستقلال في عام 1946.

### ساموا
في تاريخ ساموا، بدأ الاتصال مع الأوروبيين في أوائل القرن 18th ولكن لم تكثف حتى وصول الإنجليزية. في عام 1722، كان الهولندي جاكوب روجيفين أول أوروبي لرؤية الجزر. وصل المبشرين والتجار في 1830s. في منتصف القرن التاسع عشر، ادعت كل من المملكة المتحدة وألمانيا والولايات المتحدة أجزاء من مملكة ساموا، وأنشأت مناصب تجارية. توفي الملك ماليتوا ليوبيبي في عام 1898 وخلفه ماليتوا توا ماتافا. دعم القناصل الأمريكيون والبريطانيون ماليتوا تانو، ابن ليوبيبي. قصفت السفن الحربية الأمريكية والبريطانية، بما في ذلك أوس فيلادلفيا أبيا في 15 مارس 1899. بعد الحرب العالمية الأولى، عصبة الأمم منحوتة ساموا. بريطانيا ونيوزيلندا استولت على الجزر الغربية التي أصبحت «ساموا الغربية» والولايات المتحدة الأمريكية ادعى النصف الشرقي من البلاد التي أصبحت ساموا الأمريكية. وفي عام 1962، أصبحت ساموا الغربية أول دولة من جزر المحيط الهادئ تكتسب الاستقلال السياسي. في عام 1997، أسقطت ساموا رسميا «الغربية» من اسمها لأنها كانت زائدة من حقبة الاستعمار.

### جزر سليمان
ويبدأ التاريخ البشري لجزر سليمان بالتسوية الأولى قبل 30000 سنة على الأقل من غينيا الجديدة. وكانت تمثل أبعد توسع للإنسان في المحيط الهادئ حتى توسع المتحدثين باللغة الأسترونيزية من خلال المنطقة حوالي 4000 قبل الميلاد، وبذلك التكنولوجيا الزراعية والبحرية الجديدة. معظم اللغات التي تحدث اليوم في جزر سليمان مستمدة من هذه الحقبة، ولكن ثلاثين لغة من المستوطنين ما قبل الاسترونيزية البقاء على قيد الحياة (انظر لغات بابوا الشرقية). وكان أول اتصال أوروبي هو المستكشف الاسباني ألفارو دي ميندانا دي نيرا الذي رأت أول رحلة جزيرة سانتا إيزابيل في 7 فبراير 1568. العثور على علامات الذهب الغريني على غوادالكانال، يعتقد مندانا انه وجد مصدر ثروة الملك سليمان، وبالتالي اسمه جزر «جزر سليمان». العديد من الجزر سميت أيضا من قبل هؤلاء المستكشفين، بما في ذلك غوادالكانال، وجزر سانتا كروز، وسان كريستوبال، وسانتا آنا وسانتا إيزابيل. في 1595 و 1605 أرسلت إسبانيا مرة أخرى عدة حملات للعثور على الجزر وإنشاء مستعمرة، على الرغم من أن هذه لم تنجح. في 1767 الكابتن فيليب كارتيريت اكتشف سانتا كروز وماليتا. وفي وقت لاحق، زار الملاحون الهولنديون والفرنسيون والبريطانيون الجزر؛ وكان استقبالهم في كثير من الأحيان معادية.

### تاهيتي
في تاريخ تاهيتي، انها قد استقرت من قبل البولينيزيين بين 300 و 800 سي القادمة من تونغا وساموا، على الرغم من أن بعض التقديرات تضع التاريخ في وقت سابق. وقد وفرت تربة الجزيرة الخصبة المصحوبة بالصيد غذاء وافرا للسكان. على الرغم من أن أول رؤية أوروبية للجزر كانت من قبل سفينة إسبانية في 1606، فإن إسبانيا لم تبذل أي جهد للتجارة مع أو استعمار الجزيرة. صمويل واليس، قبطان البحر الإنجليزي، رؤية تاهيتي في 18 يونيو 1767، ويعتبر أول زائر أوروبي للجزيرة. إن الاسترخاء المدروس وطبيعة الشعب المحببة وتوصيف الجزيرة باعتبارها جنة أعجب كثيرا بالزوار الأوروبيين الأوائل، وزرع البذور من أجل الرومانسية من قبل الغرب الذي يستمر حتى يومنا هذا

### تايوان
وفي تاريخ تايوان، يعتقد أن أسلاف الشعوب الأصلية كانوا يعيشون على الجزر منذ ما يقرب من 8000 سنة قبل أن تبدأ الهجرة الهان الصينية الرئيسية في القرن السابع عشر.. السكان التايوانيين هم من الشعوب الأسترونيزية، مع روابط لغوية وراثية مع المجموعات العرقية الأسترونيزية الأخرى، مثل شعوب الفلبين وماليزيا واندونيسيا وأوقيانوسيا. تم توزيع المتحدثين الأوسترونيزيين التايوانيين تقليديا على جزء كبير من سلسلة الجبال الجبلية الوعرة في الجزيرة وتتركز في القرى على طول السهول الغرينية. اليوم، الجزء الأكبر من السكان التايوانيين المعاصرين التايوانية يقيمون في الجبال والمدن. وقد أصبحت مسألة الهوية العرقية غير المرتبطة بالبر الرئيسى الآسيوى خيطا واحدا في الخطاب المتعلق بالهوية السياسية لتايوان. ويبلغ مجموع سكان السكان الأصليين في تايوان حوالي 000 458 نسمة في كانون الثاني / يناير 2006 وهو ما يقرب من 2% من سكان تايوان.

### توكيلاو
وتشير الدلائل الأثرية إلى أن تاريخ توتيلاو أتولو، نوكونونو، وفاكاوفو قد استقر منذ حوالي 000 1 سنة، ربما عن طريق رحلات من ساموا وجزر كوك وتوفالو. التاريخ الشفوي يتتبع التقاليد المحلية وأنساب يعود عدة مئات من السنين.. يتبع السكان الأساطير البولينيزية مع الإله المحلي توي توكيلاو؛ واستحدثت أشكالا موسيقية (انظر موسيقى توكيلاو) والفن. وكانت الجزر المرجانية الثلاث تعمل بشكل مستقل إلى حد كبير مع الحفاظ على التماسك الاجتماعي واللغوي. ويخضع مجتمع توكيلاو لعشائر رئيسية، كما توجد في بعض الأحيان مناوشات وحروب بين الجزر المرجانية وكذلك بين الزواج. فاكاوفو، "الجزيرة أساسا، بعض الهيمنة على أتافو ونوكونونو. وكانت الحياة على الجزر المرجانية تعتمد على الكفاف، مع الاعتماد على الأسماك وجوز الهند.. كشف العميد جون بايرون أتافو في 24 يونيو 1765 وأطلق عليه اسم "جزيرة دوق يورك". وأفادت الأطراف البرية أن لا توجد علامات على السكان الحاليين أو السابقين..

### تونغا
يمتد تاريخ تونغا إلى حوالي 1000 م، عندما وصل البولينيزيين. وأصبحت تونغا تعرف باسم الإمبراطورية التونغية من خلال تجارة واسعة النطاق وتأثيرها على أجزاء من المحيط الهادئ (مثل فيجي). وصل الأوروبيون في القرن السابع عشر الذي أعقبه بعد بضع مئات من السنين من قبل مملكة تونغية موحدة واحدة. وتبين الأدلة الأثرية أن المستوطنين الأوائل في تونغا أبحروا من جزر سانتا كروز، كجزء من الهجرة الأصلية (النابيتا) المتحدثين الأوسترونيزية (لابيتا) التي نشأت من جنوب شرق آسيا حوالي 6000 سنة قبل الحاضر. الأماكن التي يرجع تاريخها الأثرية تونغا باعتبارها أقدم موقع معروف في بولينيزيا للأدوات السيراميك لابيتا مميزة، في 2800-2750 سنة قبل الحاضر.

### توفالو

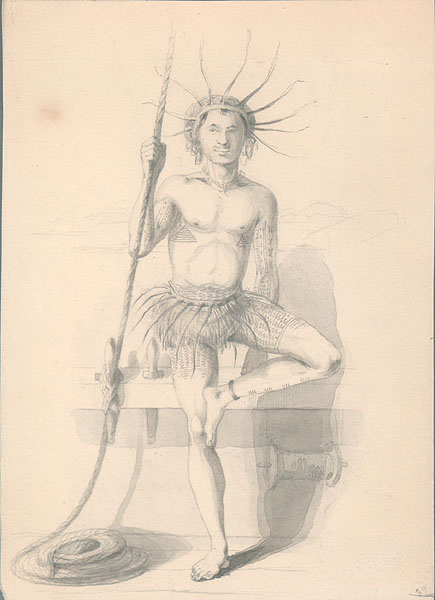
توفالو الرجل في الزي التقليدي رسمها ألفريد العقيق في عام 1841 خلال الولايات المتحدة استكشاف القطب.

يعود تاريخ توفالو إلى ما لا يقل عن 1000 سنة إلى حين اكتشافه واستقراره من قبل بولينيزيا. يتم تناول أصول شعب توفالو في النظريات المتعلقة بانتشار البشر من جنوب شرق آسيا، من تايوان، عبر ميلانيزيا وعبر جزر المحيط الهادئ لخلق بولينيزيا..
خلال أوقات ما قبل الأوروبي كان هناك اتصال بزورق متكرر الرحلات بين الجزر كما هو معترف به المهارات الملاحية البولينيزية للسماح برحلات متعمدة على الزوارق الشراعية ذات البدن المزدوج أو الزوارق مداد. وكانت ثمان من جزر توفالو التسع مأهولة بالسكان؛ وبالتالي فإن اسم توفالو يعني «ثمانية تقف معا» في توفالو. ونمط التسوية الذي يعتقد أنه حدث هو أن البولينيزيين انتشروا من جزر ساموا إلى الجزر المرجانية في توفالو، حيث كانت توفالو تشكل نقطة انطلاق للهجرة إلى مجتمعات بولينيزيا أوتلير في ميلانيزيا وميكرونيزيا..
في عام 1568 كان الملاح الاسباني ألفارو دي ميندانا أول أوروبي يبحر من خلال الجزر وشاهد نوي خلال حملته بحثا عن تيرا أوستراليس. المستكشفون الأوروبيون لم يعودوا بعد قرنين من الزمان. في عام 1819 كانت جزيرة فونافوتي تسمى جزيرة إليس؛ تم تطبيق اسم إليس على جميع الجزر التسع بعد عمل الهيدروغرافيا الإنجليزية الكسندر جورج فيندلاي (1812-1876). كانت الجزر تحت نفوذ بريطانيا في أواخر القرن التاسع عشر، عندما أعلن كل من جزر إليس محمية بريطانية من قبل النقيب جيبسون ر. ن. من همس كوراكوا، بين 9 و 16 أكتوبر 1892.. كانت جزر إليس تدار كمحمية بريطانية من قبل مفوض مقيم من 1892 إلى 1916 كجزء من أقاليم غرب المحيط الهادئ البريطانية، وبعد ذلك كجزء من مستعمرة جزر جيلبرت وإليس من 1916 إلى 1974..
وقد أجري استفتاء في كانون الأول / ديسمبر 1974 لتحديد ما إذا كان ينبغي أن يكون لكل من جزر جيلبرت وجزر إليس إدارتها الخاصة ونتيجة للاستفتاء، توقفت مستعمرة جزر جيلبرت وإليس في 1 كانون الثاني / يناير 1976، وظهرت المستعمرات البريطانية المستقلة في كيريباس وتوفالو وأصبحت توفالو مستقلة تماما داخل الكومنولث في 1 تشرين الأول / أكتوبر 1978. وفي 17 أيلول / سبتمبر 2000، أصبحت توفالو العضو 189 في الأمم المتحدة

### فانواتو
وفي تاريخ فانواتو، فإن النظرية الشائعة في عصر ما قبل التاريخ في فانواتو من الأدلة الأثرية تدعم أن الشعوب التي تتحدث اللغات الأسترونيزية جاءت أولا إلى الجزر منذ نحو 000 4 إلى 000 6 سنة..تم العثور على شظايا الفخار يعود تاريخها إلى 1300 قبل الميلاد وما لا يعرف إلا القليل من تاريخ اتصال فانواتو قبل أوروبا قد استمد من التاريخ الشفوي والأساطير. أحد الملكيين المهمين في وقت مبكر هو روي ماتا، الذي توحد عدة قبائل، ودفن في تل كبير مع العديد من الخدم. وجاء أول اتصال أوروبي مع فانواتو في عام 1606، عندما اكتشفت بعثة إسبانية بقيادة المستكشف البرتغالي بيدرو فرنانديز دي كويروس إسبيريتو سانتو، وتسمية أستراليا ديل إسبيريتو سانتو، معتقدا أنه وصل إلى القارة الجنوبية. ولم يعود الأوروبيون حتى عام 1768 عندما اكتشف لويس أنطوان دي بوغانفيل الجزر.

### الجزر الأخرى
تاريخ ساموا الأمريكية يبدأ بالسكن في وقت مبكر من 1000 قبل الميلاد، لم يتم الوصول إلى ساموا من قبل المستكشفين الأوروبيين حتى القرن ال 18.
بدأ تاريخ جزيرة بيكر عندما استولت الولايات المتحدة الأمريكية على الجزيرة في عام 1857، وكانت ودائع الولايات المتحدة والبريطانية قد استنزفت رواسب الغوانو خلال النصف الثاني من القرن التاسع عشر.في 1935 بدأت محاولة قصيرة الأجل للاستعمار في هذه الجزيرة - وكذلك في جزيرة هاولاند القريبة - ولكن تعطلت بسبب الحرب العالمية الثانية ثم تخلت عن ذلك. في الوقت الحاضر الجزيرة هي ملجأ الحياة البرية الوطنية التي تديرها وزارة الخارجية الأمريكية. يقع منارة اليوم بالقرب من منتصف الساحل الغربي.
في تاريخ بروناي، كانت سلطنة بروناي قوية جدا من القرن الرابع عشر إلى القرن السادس عشر الميلادي. وقد غطى عالمها الجزء الشمالي من بورنيو وجنوب غرب الفلبين. وقد أدى النفوذ الأوروبي تدريجيا إلى إنهاء هذه القوة الإقليمية. في وقت لاحق، كانت هناك حرب قصيرة مع اسبانيا، التي انتصرت بروناي. تراجع ذروة الإمبراطورية البروندية في القرن التاسع عشر عندما فقدت بروناي الكثير من أراضيها إلى راجا البيضاء في سراوق، مما أدى إلى مساحة اليابسة الصغيرة الحالية والانفصال إلى جزأين. كانت بروناي محمية بريطانية من عام 1888 حتى عام 1984.
وصل الغربيون إلى جزر كارولين في 1525، من قبل البرتغالي ديوغو دا روشا وطياره غوميس دي سيكويرا، تسمية لهم جزر سيكويرا. في نفس الوقت تقريبا، في عام 1526، شاهدوا من قبل توريبيو ألونسو دي سالازار الإسباني، ودعا لهم «كارولينا» بعد الإمبراطور كارلوس الأول من اسبانيا، وتشارلز الخامس من الإمبراطورية الرومانية المقدسة. على الرغم من أن الملاحين الإسبان الأوائل في المنطقة (من 1543) أطلقوا عليهم اسم «نويفاس فليبيناس» («الفلبين الجديدة»)، إلا أن الأدميرال فرانسيسكو لازيانو أطلق عليهم اسم كارولينا بعد الملك الإسباني تشارلز الثاني في 1686.
وفي تاريخ بولينيزيا الفرنسية، لا تتقاسم مجموعات الجزر البولينيزية الفرنسية تاريخا مشتركا قبل إنشاء المحمية الفرنسية في عام 1889. وكانت الجزر البولينيزية الفرنسية الأولى التي يتعين تسويتها من قبل البولينيزيين هي جزر ماركيساس في عام 300 ميلادية وجزر المجتمع في 800. تم تنظيم البولينيزية في زعماء القبائل الصغيرة.
ان الاكتشاف الأوروبي في تاريخ جزر غالاباغوس عندما أبحر الدومينيكان فراي توماس دي بيرلانغا، أسقف بنما الرابع، إلى بيرو لتسوية نزاع بين فرانسيسكو بيزارو ومساعديه. انحرفت سفينة دي بيرلانغا عن مسارها عندما انحسرت الرياح، ووصل فريقه إلى الجزر في 10 مارس 1535. ووفقا لدراسة أجريت عام 1956 من قبل ثور هيردل وأرني سكولسفولد، لا يزال بقايا الحيوانات وغيرها من القطع الأثرية من عدة مواقع في الجزر تشير إلى زيارة من قبل شعوب الجنوب الأمريكي قبل وصول الإسبانية.
وتشير الأدلة التاريخية إلى أن جزيرة هاولاند كانت موقعا لتسوية ما قبل التاريخ، قد تمتد إلى راواكي وكانتون ومانرا وأورونا من جزر فينيكس الواقعة بين 500 و 700 كم جنوب شرق البلاد. وقد تكون هذه التسوية على شكل مجتمع واحد يستخدم عدة جزر مجاورة، ولكن الحياة الصعبة على هذه الجزر المعزولة، جنبا إلى جنب مع عدم اليقين من إمدادات المياه العذبة، أدت إلى انقراض أو تقصير من قبل الشعوب المستقرة، في مثل هذه الطريقة وأنه تم التخلي عن جزر أخرى في المنطقة (مثل كيريتيماتي وبيتكيرن). ربما بدأت هذه المستوطنات حوالي عام 1000 قبل الميلاد، عندما سافر شرق الميلانيزيين شمالا.
تاريخ جزيرة جارفيس بدأ مع أول رؤية معروفة للجزيرة من قبل الأوروبيين في 21 أغسطس 1821 من قبل السفينة البريطانية ايليزا فرانسيس (أو إليزا فرانسيس) التي يملكها إدوارد، توماس وويليام جارفيس بقيادة الكابتن براون. وفي آذار / مارس 1857 تم ادعاء جزيرة غير مأهولة للولايات المتحدة بموجب قانون جزر غوانو وضمتها رسميا في 27 شباط / فبراير 1858.
في تاريخ جزر ماركيساس، كان أول المستوطنين المسجلين من ماركيساس بولينسيانز، الذين يعتقدون في الأدلة الأثرية، قد وصلت قبل 100 م. وتشير الدلائل الإثنية واللغوية إلى احتمال وصولهم من منطقة تونغا وساموا. وقد أعطت المستكشف الاسباني ألفارو دي ميندانا دي نيرا اسمها في 21 يوليو 1595. وقد أطلق عليه اسم «غارسيا هورتادو دي ميندوزا»، وهو الماركيز كانيت الخامس، الذي كان نائب الملك في بيرو آنذاك. وزار مندانا أولا فاتو هيفا ثم تاهواتا قبل أن يتواصل إلى جزر سليمان.
في تاريخ ميلانيزيا، كان السكان الأصليون للجزر التي تسمى الآن ميلانيزيا على الأرجح الناس ناطقوا بابوا. ويعتقد أن هؤلاء الناس قد احتلوا غينيا الجديدة منذ عشرات السنين، ووصلوا إلى الجزر قبل 35 ألف سنة (وفقا للكربون المشع). ويبدو أنهم احتلوا هذه الجزر في أقصى الشرق مثل الجزر الرئيسية في جزر سليمان (بما في ذلك سان كريستوبال) وربما حتى الجزر الأصغر حجما إلى الشرق.
استقر أسلاف الميكرونيزيين في تاريخ ميكرونيزيا منذ أكثر من 4000 سنة. وفي نهاية المطاف، تطور نظام لامركزي قائم على الرؤساء إلى إمبراطورية اقتصادية ودينية أكثر مركزية تركز على ياب. المستكشفون الأوروبيون - أول البرتغاليين بحثا عن جزر التوابل (اندونيسيا) ومن ثم الإسبانية - وصلت إلى كارولين في القرن 16، مع توطيد السيادة الاسبانية.
ويتفق الباحثون بالنسبة لتاريخ جزر مارشال على أكثر من أن موجات متعاقبة من الشعوب المهاجرة من جنوب شرق آسيا انتشرت في جميع أنحاء غرب المحيط الهادئ منذ نحو 3000 سنة، وأن بعضهم هبط وظل على هذه الجزر. وقد هبط المستكشف الإسباني ألونسو دي سالازار هناك في عام 1529. وقد سموا باسم المستكشف الإنجليزي جون مارشال الذي زارهم في عام 1799. وأعلنت إسبانيا جزر مارشال في عام 1874. وعقب الوساطة البابوية والتعويض الألماني بمبلغ 4.5 مليون دولار، اعترفت أسبانيا بمطالبة ألمانيا في عام 1885، التي أنشأت محمية واقامت محطات تجارية على جزر جالويت وإيبون لتنفيذ تجارة الكوبرا (لحوم جوز الهند المجففة) المزدهرة. مارشاليس إيروج (كبار الزعماء) ظلت تحكم تحت الإدارة الألمانية الاستعمارية غير المباشرة. 
في التاريخ المجتمعي للجزر يعتقد أن الأرخبيل قد سميت من قبل النقيب جيمس كوك تكريما للجمعية الملكية، الراعي المسح العلمي البريطاني الأول للجزر؛ ولكن كوك ذكر في صحيفته أنه سمى جمعية الجزر "لأنها تقع متجاورة مع بعضها البعض
في تاريخ تواموتو، تم اكتشاف تواموتو لأول مرة من قبل البعثة الاسبانية بقيادة فرديناند ماجيلان في 1521. لإمبراطورية إنكا، توباك انكا يوبانكوي أيضا الفضل في قيادة رحلة ما يقرب من 10 شهرا من الاستكشاف في المحيط الهادئ حوالي عام 1480. لا شيء من هذه الزيارات كانت له توابع سياسية، وهذه الجزر في مجال نفوذ سلالة بوماري تاهيتي. في بداية القرن الثامن عشر وصل المبشرون المسيحيون الأوائل. توغلت لؤلؤة الجزر السوق الأوروبية في أواخر القرن 19، مما يجعلها مطمعا. وبعد التنازل القسري للملك بوماري الخامس عن تاهيتي، ضمت الجزر أراضي فرنسا في الخارج